# Stamboom Louise de Coligny (1555-1620)
Dit is de stamboom van Louise de Coligny (1555-1620).
| Stamboom Louise de Coligny (1555-1620)                                                                            | Stamboom Louise de Coligny (1555-1620) | Stamboom Louise de Coligny (1555-1620) |
| --- | --- | --- |
| Grootouders | Gaspard I de Coligny | Louise de Montmorency |
| Ouders | Gaspard de Coligny x Charlotte de Laval | Gaspard de Coligny x Charlotte de Laval |
| Louise de Coligny (1555-1620) x 1583 Willem van Oranje-Nassau (1533-1584) Willem de Zwijger - Stadhouder Willem I | | |
| Kinderen | Frederik Hendrik (1584-1647) x 1625 Amalia van Solms (1602-1675) | Frederik Hendrik (1584-1647) x 1625 Amalia van Solms (1602-1675) |
| Kleinkinderen | Willem (1626-1650) Stadhouder Willem II Louise Henriëtte (1627-1667) Henriëtte Amalia (1628) Elisabeth (1630) Isabella Charlotte (1632-1642) Albertine Agnes (1634-1696) Henriëtte Catharina (1637-1708) Hendrik Lodewijk (1639) Maria (1642-1688) | Willem (1626-1650) Stadhouder Willem II Louise Henriëtte (1627-1667) Henriëtte Amalia (1628) Elisabeth (1630) Isabella Charlotte (1632-1642) Albertine Agnes (1634-1696) Henriëtte Catharina (1637-1708) Hendrik Lodewijk (1639) Maria (1642-1688) |